# Bergheim (kraj związkowy Salzburg)
Bergheim – gmina w Austrii, w kraju związkowym Salzburg, w powiecie Salzburg-Umgebung. Według Austriackiego Urzędu Statystycznego liczyła 5037 mieszkańców (1 stycznia 2015).